# علی اتحاد

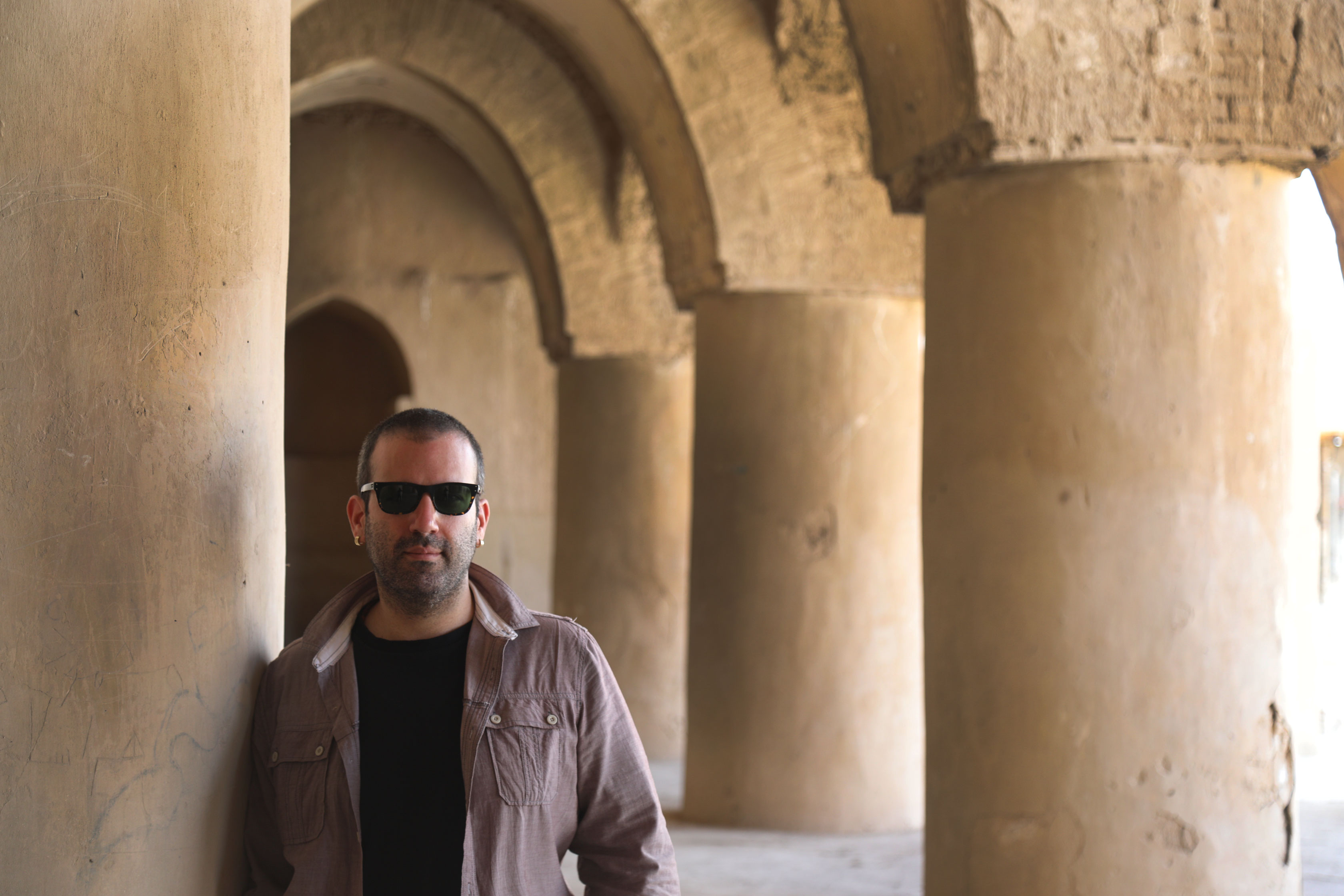
علی اتحاد

علی اتحاد، نویسنده، هنرمند هنرهای دیداری و اجرایی و پژوهشگر حکمت و فرهنگ ایران، متولد ۱۳۶۲، ساری است.
علی اتحاد از سال ۱۳۸۳ تا کنون ده‌ها اجرا، نمایش ویدئو، نمایشگاه انفرادی و گروهی در حوزهٔ هنرهای معاصر در تهران، بلگراد، استانبول، اودایپور، ابوظبی، بروژ، کیپ تاون، ملبورن، کراکوف، قاهره، برلین و …. او طی سال‌های گذشته با رسانه‌های متنوعی همچون، پرفورمنس آرت، ویدئو آرت، اینستالیشن آرت، اودیو آرت، دیجیتال مدیا، ویدئو-اینستالیشن، عکاسی، موسیقی و تئاتر کار کرده‌است. علی اتحاد عمدهٔ فعالیت‌اش را بر مسئلهٔ نوشتار و ادبیات در تعامل با رسانه‌های هنری قرار داده و از این راه کار تولید آثارش را پی می‌گیرد. از اتحاد طی دوازده سال گذشته بیش از یکصد یادداشت و مقاله در حوزهٔ هنرهای معاصر در نشریات فارسی و انگلیسی زبان این حوزه منتشر شده‌است. این مقالات در رساله‌های فوق لیسانس و دکتری متعددی استفاده شده‌است و نیز به عنوان منابع کتاب‌هایی در حوزهٔ تاریخ هنر به فرانسه، هلندی، انگلیسی و آلمانی بهره گرفته‌اند. وی هم اینک مدیریت یک استودیوی تبلیغاتی و عضو گروه هنرهای اجرایی مجتمع فنی تهران را بر عهده دارد

## گزیدهٔ آثار
آثار علی اتحاد در چندین شاخهٔ مختلف هنری تولید و ارائه شده‌اند. وی دورهٔ کاری خود را با عنوان کلی «مجموعهٔ رازورزی» معرفی کرده‌است. به این ترتیب هر یک از ویدئوها، نمایش‌ها، کتاب‌ها، آثار صوتی یا هر یک از مجموعه‌های تابلوهای دیجیتال اتحاد یک قسمت از مجموعهٔ رازورزی را تشکیل می‌دهد. در فاصله سال‌های ۱۳۸۵ تا ۱۳۹۴ فصل نخست این مجموعه با بیست و چهار قسمت به پایان رسیده‌است و اکنون فصل دوم این مجموعه ادامه دارد.
- «بی‌نام»، ویدئو-اینستالیشن (قسمت چهارم از مجموعه رازوزی)، تیر ماه ۱۳۸۷، گالری طراحان آزاد (تهران)، ماه مه ۲۰۰۹ در گالری دیزاینترنسفر (برلین)[۲] و نمایش در تایپو برلین (بزرگترین رخداد دیزاین در اروپا برگزار شده در شهر برلین) ۲۰۰۹[۳]
- «پرده‌های سکوت»، اینستالیشن و پرفورمنس آرت، (قسمت پنجم از مجموعهٔ رازورزی): مرداد ماه ۱۳۸۸، گالری طراحان آزاد، تهران[۴][۵]
- «در کدام جای خالی ایستاده‌ای»،[۶] اثر دیجیتال (قسمت هفتم از مجموعهٔ رازورزی)، بهمن ۱۳۸۸، گالری راه ابریشم، تهران[۷]
- «پرده‌های سکوت - دو»، اثر دیجیتال (قسمت هشتم از مجموعه رازورزی)، در آرت فر ابوظبی ۲۰۰۹، در آرت فر استانبول ۲۰۱۱، در نخستین حراج هنر ایران (گالری شیرین) ۱۳۹۰، در نخستین نمایشگاه سالانه نقاشی و مجسمه خانه هنرمندان ایران ۱۳۹۱[۸]
- «پیمان‌شکنی»، پرفورمنس آرت (قسمت نهم از مجموعه رازورزی)، اکتبر و نوامبر ۲۰۱۰، در ساختمان بروژس در شهر بروژ، به کیوریتوری میشل دویلده[۹]
- «یادبودی برای خشکسالی‌ها»، چیدمان دائمی طراحی شده برای زندان سیاسی باغ-موزهٔ قصر (قسمت هجدهم از مجموعه رازورزی)، ۱۳۹۱[۱۰]
- «نام من سرخ» ویدئو-چیدمان به همراه چیدمانی تعاملی (قسمت بیست و یکم از مجموعه رازورزی)، بر اساس تک گویی‌ای از رمان «نام من سرخ» نوشتهٔ اورهان پاموک، گالری خاک، ۱۳۹۲[۱۱][۱۲]
- «دیباچه»، پرفورمنس آرت (قسمت هفدهم از مجموعهٔ رازورزی) اجرا شده در گالری متن اصفهان (۱۳۹۱)، اجرا شده در موزه مارکوف تهران (۱۳۹۲)[۱۳]
- «مرثیه‌ای برای کتابسوزی‌ها» (قسمت بیست و سوم از مجموعه رازورزی)، اثری چند رسانه‌ای با تمرکز بر پرفورمنس آرت و تئاتر، بازیگران: بابک حمیدیان، هانیه توسلی، مهدی احمدی، نورا هاشمی، نیکو ترخانی، جواد مولانیا، نوید هدایت پور. اجراگران موسیقی: نغمه مرادآبادی، حامد کاظمی، ژوبین کلهر، آهنگساز: علی صمدپور، تهیه‌کننده: مجید رحیمی جعفری، اجرا شده در فرهنگسرای نیاوران تهران، ۱۳۹۳[۱۴][۱۵][۱۶]
- + «سربازان و اسبانی که جاماندند»، عکس صحنه سازی شده همراه با متن (قسمت دوم از فصل دوم مجموعه رازورزی)، با همکاری بهاره کیان افشار، مینا ساداتی و نیکو ترخانی، گالری خاک، ۱۳۹۵[۱۷]
- «شب سیصد و شصت و ششم» شب سیصد و شصت و ششم بازی تعاملی‌ای میان مخاطبان و بازیگران است. سرنوشت روایت به انتخاب بازیگران تغییر می‌کند و این همه در بستر کابوس‌های ما رخ می‌دهد. اجرا شده در شهریور و مهرماه ۱۳۹۹ در فرهنگسرای نیاوران [۱۸]
- کتاب صوتی «منظومه‌ی پیامبر نامبعوث»، ۱۳۹۹، با اجرای مهدی پاکدل و با آهنگسازی علی صمدپور، نشر ماه آوا، با همکاری نشر کارگاه اتفاق

## گزیدهٔ گفتگوها
ده‌ها گفتگو در مجلات و روزنامه‌های فارسی‌زبان در فاصلهٔ سال‌های ۱۳۸۸ تا ۱۳۹۶
۲۰۱۲، زبان پرفورمنس، گفتگو با ژاره داس، فصلنامهٔ کانتمپرری پرکتیسز،
۲۰۱۳، «هنرمندان معاصر در مارکوف»، دویچه وله
۲۰۱۳، «باغ موزه قصر»، دویچه وله
۲۰۱۴، گفتگوی ویدئویی، گاردین، شهرزاد در ایران به زندگی‌اش ادامه می‌دهند (Scheherazade lives on in Tehran)
۲۰۱۶، مبارز خیابانی، دربارهٔ دورهٔ کاری علی اتحاد، مجلهٔ Reorient
۱۳۹۳رمزگشایی از حکمت ایرانی، گفتگوکننده: احمدرضا حجار زاده، روزنامه فرهیختگان
۱۳۹۳، گفتگوی تیوال دربارهٔ مرثیه‌ای برای کتابسوزی‌ها، گفتگوکننده: محمد عسگری، آوای تیوال
۱۳۹۳ گفتگو دربارهٔ مرثیه‌ای برای کتابسوزی‌ها، گفتگوکننده: سحر آزاد، روزنامه شرق
۱۳۹۳ گفتگوی تیوال دربارهٔ مرثیه‌ای برای کتابسوزی‌ها، گفتگوکننده: محمد عسگری، آوای تیوال
۱۳۹۴ گفتگو دربارهٔ دورهٔ کاری علی اتحاد، گفتگوکننده: روجا رضایی، مجله عقربه
۱۳۹۴ گفتگو به بهانهٔ نام من سرخ، گفتگوکننده: میلاد روشنی پایان، مجله عقربه
۱۳۹۴ خاستگاه و روند تکامل پرفورمنس آرت، میزگردی دربارهٔ پرفورمنس آرت، مجلهٔ چیدمان
۱۳۹۴پرفورمنس آرت رسانهٔ اعتراض است، گفتگویی دربارهٔ پرفورمنس آرت و دورهٔ کاری علی اتحاد، گفتگوکننده: آرزو یزدانی، روزنامه قانون
۱۳۹۴، خاستگاه و روند تکامل پرفورمنس آرت، میزگردی دربارهٔ پرفورمنس آرت، مجلهٔ چیدمان
۱۳۹۴ کتاب به مثابه یک اثر هنری، گفتگوکننده: محمد آسیابانی، خبرگزاری کتاب
۱۳۹۴، گفتگو دربارهٔ دورهٔ کاری علی اتحاد، گفتگوکننده: روجا رضایی، مجله عقربه
۱۳۹۴، گفتگو به بهانهٔ نام من سرخ، گفتگوکننده: میلاد روشنی پایان، مجله عقربه
۱۳۹۴، کتاب به مثابه یک اثر هنری، گفتگوکننده: محمد آسیابانی، خبرگزاری کتاب
۱۳۹۴، آیندهٔ پرفورمنس آرت در ایران روشن است، گفتگو دربارهٔ دورهٔ کاری علی اتحاد، گفتگوکننده: ژوبین بخرد، روزنامه آفتاب یزد
۱۳۹۵ گفتگو به بهانهٔ نمایشگاه سربازان و اسبانی که جاماندند، گفتگو کنند: نازنین شادپی، روزنامه هنرمند
۱۳۹۵ روایت، لباس و پرفورمنس، گفتگو کنند: هوم بزی، دیباچه
۱۳۹۵ گفتگویی دربارهٔ منظومه پیامبر نامبعوث، گفتگوکننده: نیما زاغیان، روزنامه هنرمند
۱۳۹۵ گفتگو دربارهٔ منظومه پیامبر نامبعوث، گفتگوکننده: کیان کیانی، مجله گوهران
۱۳۹۹ تئاتر ایران پز تئاتر محیطی می‌دهد اما به آن نمی‌پردازد / لزوم توجه به تئاتر محیطی در دوران کرونا  . هنرآنلاین 

## کتاب‌ها
بیش از یکصد عنوان مقاله و یادداشت به فارسی و انگلیسی در حوزهٔ هنر معاصر و هنر مدرن در فاصلهٔ ۱۳۸۳–۱۳۹۶
۱۳۹۳، کتاب «مرثیه‌ای برای کتابسوزی‌ها»، هنر معاصر
۱۳۹۵، کتاب «چکامه‌های روشنایی»، نشر اختران
۱۳۹۶، کتاب «منظومهٔ پیامبر نامبعوث»، نشر اختران

## کیوریتنگ و مدیریت هنری
- «خودنگاره‌ها یک»: خودنگاره‌های (۱) نخستین پروژهٔ کیوریتوریال علی اتحاد است. این پروژه که بر مبنای آثار عکس-محور هنر معاصر ایران بنا گذاشته شده بود در نهایتاً در فروردین سال ۱۳۸۸ به صورت نمایشگاهی گروهی در گالری طراحان آزاد به نمایش درآمد. این نمایشگاه شامل آثاری از صادق تیرافکن، خسرو حسن‌زاده، امیرعلی قاسمی، بهرنگ صمدزادگان، علی اتحاد، غزاله هدایت، مهران مهاجر، مانیا اکبری، رضا عابدینی، وحید شریفیان، نیکو ترخانی، سمیرا علیخان زاده، شاپور پویان، افشان کتابچی، کتایون کرمی، بهنوش شریفی و کتایون ده چمنی بود.[۴۴]
- خودنگاره‌ها (دو): قسمت دوم پروژهٔ خودنگاره‌ها به بررسی نقاشی معاصر ایران و تأثیرات رسانهٔ عکاسی بر آن می‌پرداخت. این پروژه به صورت نمایشگاهی دو بخشی به صورت همزمان در دو گالری راه ابریشم و محسن به نمایش درآمد. در این پروژه آثاری از شیما اسفندریاری، مرتضی پورحسینی، نیکو ترخانی، فرید جهانگیر، رامتین جیحون، حسینعلی ذابحی، میلاد رستمی، لیلا رشیدی، بابک روشنی‌نژاد، اوژن زرگرباشی، رسول سلطانی، علی شایسته، پیمان شفیعی، ایمان صفایی، بهار طاهری، مهرداد لرپور، مهرداد محب علی، بهمن محمدی، قاسم محمدی، احمد مرشدلو، نزار موسوی‌نیا، شهره مهران، افرا نوبهار، فرخ نورونی، شادی نویانی، دانا نهداران، رضا هدایت، یاسر یعقوب‌زاده و عادل یونسی در تیرماه ۱۳۸۹ به نمایش گذاشته شد.[۴۵]
- «دیگری»: دیگری پروژه‌ای کیوریتوریال بود که در آن به مسئلهٔ «خودی و دیگری» از منظر هنر معاصر ایران نگریسته می‌شد. تمامی آثار گردآوری شده در این پروژه پایه در عکاسیاین پروژه در دی ماه ۱۳۸۸ در گالری محسن به نمایش درآمد. پروژهٔ دیگری همزمان با گشایش گالری محسن در تهران در برابر دید مخاطبان قرار گرفت. در این پروژهٔ نمایشگاهی آثار ژینوس تقی‌زاده، بهرنگ صمد زادگان، سمیرا علیخان‌زاده، سمیرا اسکندرفر، نیما اسماعیل‌پور، نیکو ترخانی، سهراب مصطفوی کاشانی، بهنام کامرانی، کتایون کرمی، باربد گلشیری، فرید جعفری، امیر علی قاسمی، بابک کاظمی، کاوه کاتب سمرقندی، احمد ذوالفقاریان، ملودی حسین‌زاده، حامد صحیحی، بهروز راعی و کاوه کاتب ارائه شد.[۴۶]
- باغ، قصر، زندان و دوباره باغ: زندان قصر در سال ۱۳۸۳ تعطیل شد و در نهایت در سال ۱۳۹۱ تبدیل به باغ-موزه‌ای عمومی شد. علی اتحاد به عنوان یکی از مشاورین این مجموعه و کیوریتور مجموعهٔ دائمی باغ-موزه آثاری بر مبنای موقعیت مکانی این فضای تاریخی آثاری گردآوری کرد که در سلول‌های زندان سیاسی، زندان مارکوف، حیاط (هواخوری) و سالن ملاقات نصب شدند.[۴۷]
- + هزار و یک عصر: این پروژه با تمرکز بر هنرهای اجرایی در ده قسمت برگزار شد. نام این پروژه با الهام از داستان «هزار و یک شب» انتخاب شده‌است. اتحاد در شرح اهداف این مجموعه گفته‌است: "همانطور که شهرزاد در هزار و یک شب، قصه‌ای دنباله دار آغاز کرد تا زنده بماند شاید بهترین راه برای ادامهٔ حیاتِ ما در شرایطِ امروز پناه بردن به هنرهای اجرایی باشد. فضای کافه مارکوف شرایطی فراهم می‌آورد که شاید بتوانیم مخاطبان را جایی خارج از گالری‌ها و سالن‌های خصوصی اجراهای موسیقی تجربی ملاقات کنیم؛ مخاطبانی تازه که ممکن است پیش از این فرصت تجربهٔ هنر معاصر را نداشته‌اند. "هزار و یک عصر"رخدادی هفتگی (و یا دو هفته ای) است که در آن پرفورمنس آرت، موسیقی تجربی، موزیک-پرفورمنس، خوانشِ متن و رسانه‌های مشابه آثاری از رسانه‌های مشابه ارائه خواهد شد”. در این مجموعه آثاری از محسن گرجی، نیما زاغیان، امید شلمانی، نیما دهقانی، متین رسولی، پارناب موخرجی (هندوستان)، جرالد روسباخر (اتریش)، علی اتحاد و نیکو ترخانی اجرا شده‌است. این مجموعه در موزه مارکوف در باغ موزهٔ قصر و در مجموعهٔ هنر معاصر بنیاد لاجوردی به نمایش درآمد.[۴۸][۴۹][۵۰]
- چهارمین سالانه هنر معاصر: این فستیوال سالانه با تغییراتی در ادامهٔ مجموعه نمایشگاه‌های سالانهٔ «پرسبوک» و در سال ۱۳۹۲ به نمایش درآمد. کیوریتورهای این فستیوال علی اتحاد و نیما زاغیان بوده‌اند. این فستیوال با ایدهٔ کلی «خویشتن ارجاعی» به قصد بررسی آثار هنرمندان جوانی که به زیست شخصی شان ارجاع داده‌اند برگزار شد. نمایشگاه فستیوال «سالانه هنر معاصر» در دو بخش خارج از مسابقه و مسابقه برگزار شد که نزدیک به هشتاد هنرمند با آثاری در رسانه‌های نقاشی، عکس، چیدمان، ویدئو-آرت و چند اجرای تعاملی در آن حضور داشت. چهارمین سالانهٔ هنر معاصر به صورت همزمان در محوطه و هفت گالری خانهٔ هنرمندان ایران به نمایش درآمد.[۵۱] نزدیک به سه ساعت پس از افتتاح نمایشگاه فستیوال، به دلایل نامعلومی تعطیل شد.[۵۲]

## مقالات و یادداشت‌ها
علی اتحاد از سال ۱۳۸۳ در مطبوعات فارسی‌زبان به عنوان نویسنده، منتقد و پژوهشگر می‌نویسد. مقالات و یادداشت‌های وی در زمینهٔ هنر ایران، هنر معاصر و حکمت ایرانی است. او از سال ۸۳ کار خود را با نوشتن در مجلهٔ دانش تبلیغات آغاز کرد و در سال ۱۳۸۴ به جمع نویسندگان ثابت دو هفته نامهٔ تندیس پیوست. اتحاد در میانهٔ سال ۱۳۸۴ زیر نظر دکتر مهدی مقیم نژاد و با همکاری او، بخش هنرهای چند رسانه‌ای را فصلنامهٔ هنر اضافه کردند. همکاری علی اتحاد با دو هفته نامهٔ تندیس تا سال ۱۳۸۶ و با فصلنامهٔ هنر تا ۱۳۸۸ ادامه یافت. در این فاصله او ستون ثابتی در روزنامهٔ آیندهٔ نو داشت که تا تعطیلی این روزنامه یادداشت‌ها و مقالات او در آن روزنامه منتشر می‌شد. همچنین، ستون ثابتی با عنوان «چیزی دیگر» در روزنامه اعتماد از آن او بود که به مدت دو سال یادداشت‌هایی دربارهٔ هنر معاصر ایران در آن منتشر می‌شد. علی اتحاد از سال ۲۰۰۹ به جمع نویسندگان ثابت روزنامهٔ دیلی استار بیروت پیوست و انتشار مقالات و یادداشت‌های انگلیسی او از این زمان آغاز شد.
پس از آن در سال ۲۰۱۰ به تحریریهٔ فصلنامهٔ کانتمپرری پرکتیسز ملحق شد که این همکاری تا امروز ادامه دارد. علی اتحاد در سال ۱۳۸۹ همکاری اش را به عنوان یکی از اعضاء تحریریهٔ فصلنامهٔ هنر فردا شروع کرد و این فعالیت به مدت دو سال و تا پایان انتشار هنر فردا ادامه یافت. اتحاد در سال ۱۳۹۲ به عنوان یکی از اعضاء هیئت دبیرهٔ مجلهٔ هنر و رسانه کار خود را آغاز کرد و این فعالیت تا پایان کار مجله در سال ۱۳۹۴ ادامه داشت.
در عین حال از سال ۱۳۸۳ تا کنون مقالات و نوشته‌های بسیاری از وی به صورت پراکنده در نشریاتی چون، روزنامه شرق، هفته نامه امرداد، دو ماهنامهٔ گلستانه، فصلنامهٔ حرفه؛ هنرمند، فصلنامهٔ خیال، فصلنامهٔ بیناب، ماهنامه خیال شرقی، ماهنامهٔ تجربه، ماهنامهٔ هنر و تجربه، رونامه بهار و دو ماه نامه هنر آگه منتشر شده‌است.
- هنری از کرانه‌های بیماری، نقدی بر مجموعهٔ فریدون آو، روزنامهٔ دیلی استار، ۵ می ۲۰۱۱
- معراج؛ شاید به جایی جز بهشت، نقدی بر آثار شهریار احمدی، روزنامه دیلی استار، هفتم ژوئن ۲۰۱۱
- بهارستان؛ اشتیاق بازگشت، نقدی بر آثار مهدی فرهادیان، روزنامه دیلی استار، ۱۴ مارس ۲۰۱۱
- زخم‌ها کشنده‌اند، نقدی بر مجموعهٔ «دیدن زخم‌هایم بهایی دارد» اثر نیکو ترخانی، روزنامه دیلی استار، ۱۴ فوریه ۲۰۱۱
- پرسگر ابدی؛ دربارهٔ زیست و دورهٔ کاری فریده لاشایی، فصلنامه کانتمپرری پرکتیسز، شماره ۱۳، (صفحه - از ۴۲ تا ۴۷)
- اقلیم چهارم؛ دربارهٔ زیست و آثار پروانه اعتمادی، فصلنامه کانتمپرری پرکتیسز، شماره ۱۳، (صفحه - از ۱۶۸ تا ۱۷۳)
- فراموشی، نابینایی و کتابسوزی، فصلنامه کانتمپرری پرکتیسز، شماره ۱۷، (صفحه - از ۴۲ تا ۴۷)
- داستانسرایان ایرانی، فصلنامه کانتمپرری پرکتیسز، شماره ۱۶، (صفحه - از ۲۸ تا ۳۳)
- مردمانی که سر خم کردند؛ دربارهٔ دورهٔ آثار مهرداد محب‌علی، فصلنامه کانتمپرری پرکتیسز، شماره ۱۰، (صفحه - از ۱۴۴ تا ۱۴۷)
- جا به جایی واژگان؛ دربارهٔ دورهٔ آثار علیرضا فانی، فصلنامه کانتمپرری پرکتیسز، شماره ۷، (صفحه - از ۱۸ تا ۲۱)
- خودنگاره به مثابه تصویر اجتماعی، فصلنامه کانتمپرری پرکتیسز، شماره ۱۱، (صفحه - از ۳۸ تا ۴۵)
- حکایت آن کس که گریخت، یادداشتی بر آثار رعنا فرنود، فصلنامه هنر فردا، شماره سه، زمستان ۱۳۸۹، (صفحه - از ۱۷۴ تا ۱۷۵)
- ایرانگردی روی اسکناس، یادداشتی دربارهٔ آثار بهنام کامرانی، فصلنامه هنر فردا، شماره سه، زمستان ۱۳۸۹، (صفحه - از ۱۶۴ تا ۱۶۵)
- آخرین تپهٔ شرق، یادداشتی دربارهٔ آثار کریم نصر، فصلنامه هنر فردا، شماره سه، زمستان ۱۳۸۹، (صفحه - از ۱۶۶ تا ۱۶۷)
- بازی‌های ویدئویی در مقام اثر هنری، فصلنامه هنر، شماره ۶۹، پاییز ۱۳۸۵، (صفحه - از ۲۲۸ تا ۲۴۱)
- نگاهی به گفتمان نظری سپهر سایبر، فصلنامه هنر، شماره ۷۸، زمستان ۱۳۸۷، (صفحه - از ۲۷۴ تا ۲۹۵)
- هنر به مثابه ایده (ژوزف کسوت و هنر مفهمومی)، ترجمه: علی اتحاد و نیکو ترخانی، فصلنامه هنر، تابستان ۱۳۸۸، (صفحه - از ۲۵۶ تا ۲۸۱)
- اینترنت آرت، فصلنامه هنر، شماره ۷۶، بهار و تابستان ۱۳۸۶، (صفحه - از ۲۷۰ تا ۲۹۶)
- هستی نیست وار، نقدی دربارهٔ آثار وحید حکیم، فصلنامه هنر فردا، تابستان ۱۳۹۰، (صفحه - از ۱۵۸ تا ۱۵۹)
- حیرت، نقدی دربارهٔ صورتک‌های رضا لواسانی، فصلنامه هنر فردا، پاییز ۱۳۹۰، (صفحه - از ۱۵۸ تا ۱۵۹)
- یادبودی برای امروز، فصلنامه هنر فردا، پاییز ۱۳۹۰، (صفحه - از ۱۶۲ تا ۱۶۳)
- رباعیات دیداری، مقاله‌ای دربارهٔ دورهٔ کاری سمیرا علیخانزاده، فصلنامه هنر فردا، بهار ۱۳۹۱، (صفحه - از ۷۵ تا ۷۹)
- نمایش واقعیت مجاز، نقدی دربارهٔ آثار کامبیز صبری، فصلنامه هنر فردا، بهار ۱۳۹۱، (صفحه - از ۱۱۰ تا ۱۱۱)
- شخصیت‌های فرعی رویداد بزرگ، نقدی دربارهٔ آثار قاسم حاجی‌زاده، فصلنامه هنر فردا، بهار ۱۳۹۱، (صفحه - از ۱۱۶ تا ۱۱۷)
- سلف سرویس، دربارهٔ هپنینگ ندا رضوی‌پور، فصلنامه هنر فردا، بهار ۱۳۸۹، (صفحه ۱۷۴)
- دلقک‌ها بچه دار نمی‌شوند، دربارهٔ نقاشی‌های سمیرا اسکندرفر، فصلنامه هنر فردا، بهار ۱۳۸۹، (صفحه ۱۷۷)
- منظره‌های پساآخر الزمانی، دربارهٔ نقاشی‌های قاسم محمدی، فصلنامه هنر فردا، بهار ۱۳۸۹، (صفحه ۱۸۱)
- واقع نمایی، دربارهٔ عکس‌های مهدی مقیم نژاد، فصلنامه هنر فردا، بهار ۱۳۸۹، (صفحه ۱۸۲)
- اکلیل الملوک، دربارهٔ چیدمان فرشید منفرد و پویا عباسیان، فصلنامه هنر فردا، بهار ۱۳۸۹، (صفحه ۱۸۳)
- درمانگری و مشارکت آزمودنی، مقاله‌ای دربارهٔ دورهٔ کاری ندا رضوی پور، فصلنامه هنر فردا، تابستان ۱۳۸۹، (صفحه - از ۱۲۰ تا ۱۲۷)
- ورود به قلمرو جهان‌های تو در تو، نقدی دربارهٔ مهسا کریمی زاده، فصلنامه هنر فردا، بهار ۱۳۹۰، (صفحه - از ۱۴۸ تا ۱۴۹)
- پرسشگر ابدی، مقاله‌ای دربارهٔ دورهٔ کاری فریده لاشایی، ماهنامهٔ هنرهای معاصر؛ هنر آگه، فروردین و اردیبهشت ۱۳۹۵، (صفحه - از ۲۵ تا ۲۸)
- توپ سرخ؛ پروژهٔ در حال سفر کرت پرشکی، هنر و رسانه، شماره ۴، مهر ۱۳۹۳، (صفحه - از ۵۸ تا ۶۳)
- اقلیم رنج و راه‌های بی‌بازگشت، دربارهٔ آثار نزاکت اکیچی، هنر و رسانه، شماره ۱، تیر ۱۳۹۲، (صفحه - از ۹۰ تا ۹۲)
- دربارهٔ رنج و فراق، مروری بر پرفورمنس‌های وفا بلال، شمارهٔ پیاپی ۲ و ۳، ۱۳۹۲، (صفحه - از ۸۰ تا ۸۴)
- واژگان بدلی، نگاهی به آثار چما مادوز، دو هفته‌نامه تندیس، شماره ۱۱۷، بهمن ۱۳۸۶، (صفحه - ۲۳)
- تصویرگر رؤیای روز، مروری بر آثار استورم تورگرسون، دو هفته‌نامه تندیس، شماره ۹۲، بهمن ۱۳۸۵، (صفحه - از ۱۶ تا ۱۷)
- آمیزش فرم و بیانگری در روزگار پایان، نگاهی به آثار ژیل گرینبرگ، دو هفته‌نامه تندیس، شماره ۹۱، دی ۱۳۸۵، (صفحه - از ۱۲ تا ۱۳)
- خودنگاره‌های فرازمانی، دربارهٔ آثار سوزان درگس، دو هفته‌نامه تندیس، شماره ۹۳، بهمن ۱۳۸۵، (صفحه - ۱۴)
- ناکجای سیاه و سفید، دربارهٔ آثار مایکل کنا، دو هفته‌نامه تندیس، شماره ۱۰۹، مهر ۱۳۸۶، (صفحه - از ۱۲ تا ۱۳)
- عروسک‌های خاموش، نگاهی به مجموعه بازیگران کابوکی اثر هیروشی واتانابه، دو هفته‌نامه تندیس، شماره ۱۱۹، اسفند ۱۳۸۶، (صفحه - از ۲۶ تا ۲۷)
- گاوچران‌های شاهزاده، دربارهٔ دورهٔ آثار ریچارد پرینس، دو هفته‌نامه تندیس، شماره ۹۶، فروردین ۱۳۸۶، (صفحه - از ۲۴ تا ۲۵)
- آرون روز، دو هفته‌نامه تندیس، شماره ۷۴، خرداد ۱۳۸۵، (صفحه - از ۲۲ تا ۲۳)
- وانموده‌های حریم خصوصی، دربارهٔ آثاری از یان اسماگا و آنتا گرشیکوفسکا، دو هفته‌نامه تندیس، شماره ۹۵، اسفند ۱۳۸۵، (صفحه - از ۲۰ تا ۲۱)
- عکاس دراماتیک، نگاهی به آثار گرگوری کرودسن، دو هفته‌نامه تندیس، شماره ۱۰۱، خرداد ۱۳۸۶، (صفحه - از ۲۴ تا ۲۵)
- مردمان نیکلاس نیکسون؛ مبتلا به ایدز، دو هفته‌نامه تندیس، شماره ۱۰۳، تیر ۱۳۸۶، (صفحه - از ۱۴ تا ۱۵)
- شوک جنگ، دربارهٔ عکس‌های بیل وست، دو هفته‌نامه تندیس، شماره ۱۰۷، شهریور ۱۳۸۶، (صفحه - از ۲۶ تا ۲۷)
- فرم در خدمت بیان، نگاهی به آثار فیلم بورگس، دو هفته‌نامه تندیس، شماره ۸۸، آذر ۱۳۸۵، (صفحه - از ۱۶ تا ۱۷)
- سقوط در گودال خرگوش، دربارهٔ آثار انا گسکل، دو هفته‌نامه تندیس، شماره ۱۱۳، آذر ۱۳۸۶، (صفحه ۲۸)
- عروسک‌های خاموش، نگاهی به مجموعه بازیگران کابوکی اثر هیروشی واتانابه، دو هفته‌نامه تندیس، شماره ۱۱۹، اسفند ۱۳۸۶، (صفحه - از ۲۶ تا ۲۷)
- نیویورک عمودی، دربارهٔ آثار هورست‌هامان، دو هفته‌نامه تندیس، شماره ۸۴، مهر ۱۳۸۵، (صفحه - از ۱۰ تا ۱۱)
- جف وال، دو هفته‌نامه تندیس، شماره ۷۹، مرداد ۱۳۸۵، (صفحه - از ۱۲ تا ۱۳)
- تصاویر واقعیت دست‌ساز، دربارهٔ تامس دیمند، دو هفته‌نامه تندیس، شماره ۸۲، شهریور ۱۳۸۵، (صفحه - از ۲۴ تا ۲۵)
- پنداره سکون ابژه، دربارهٔ آثار کالو بنونوتو، دو هفته‌نامه تندیس، شماره ۸۱، شهریور ۱۳۸۵، (صفحه - از ۲۴ تا ۲۵)
- ماریو جاکومتی، دو هفته‌نامه تندیس، شماره ۷۶، خرداد ۱۳۸۵، (صفحه - از ۱۰ تا ۱۱)
- توقف تشویش؛ معرفی آثار مایکل آکرمن، دو هفته‌نامه تندیس، شماره ۸۵، آبان ۱۳۸۵، (صفحه - از ۱۴ تا ۱۵)
- مردمانی که باز می‌میرند؛ دربارهٔ نقاشی‌های نزار موسوی نیا، ماهنامهٔ گلستانه، آبان ۱۳۸۹، شماره ۱۰۸ (صفحه - از ۳۸ تا ۴۱)
- روش چهارم در تاریخ‌نویسی:دربارهٔ هنر در عصر دیجیتال، فصلنامه نقد هنر، زمستان ۱۳۹۴ - شماره ۸ (صفحه - از ۹۵ تا ۹۸)
- گزارشی از سه هنرمند رسانه نو: هنر معنوی، پاییز ۱۳۸۶، فصلنامه هنر - شماره ۷۳، (صفحه - از ۲۸۳ تا ۲۹۳)
- نهادها و زیبایی‌شناسی تصویر عکاسانه، دوماهنامه بیناب، شماره ۱۲، آبان ۱۳۸۷، (صفحه - از ۸۰ تا ۹۹)
- دربارهٔ عکس‌های سوجی موتو (بهترین عکس‌های عمر من)، فصلنامه حرفه؛ هنرمند، شماره ۳۲، بهار ۱۳۸۹، (صفحه - از ۲۰۳ تا ۲۰۵)
- گریز از مرگ تدریجی؛ بررسی مشابهت‌های میان آثار الیویه دو ساگازان و فرانسیس بیکن (تداعی‌های هنری)، فصلنامه حرفه؛ هنرمند، شماره ۴۱، بهار ۱۳۹۱، (صفحه - از ۴۲ تا ۴۴)
- دربارهٔ عکس‌های سوجی موتو (بهترین عکس‌های عمر من)، فصلنامه حرفه؛ هنرمند، شماره ۳۲، بهار ۱۳۸۹، (صفحه - از ۲۰۳ تا ۲۰۵)
- خاطرات آینه؛ دربارهٔ آثار سمیرا علیخانزاده، فصلنامه هنر فردا، شماره ۶ (ضمیمه)، پاییز ۱۳۹۰
- پیکرهای آجرپوش؛ دربارهٔ آثار هیرش شیوا، فصلنامه هنر فردا، شماره ۶ (ضمیمه)، پاییز ۱۳۹۰
- از تمثال تا تجرد؛ نگاهی به اثر مراکشی مقیم فرانسه «کریم خرباوی»، سایه خیال، شماره ۲، دی ۱۳۸۵، (صفحه ۲۶)
- همچون شبح زدگان؛ دربارهٔ نقاشی‌های وحید چمانی، روزنامه اعتماد، ۳۰ آبان ۱۳۷۸ (صفحه ۱۳)
- نقش مایه‌های انسانی؛ دربارهٔ صادق تیر افکن، روزنامه اعتماد، ۲۳ آبان ۱۳۷۸ (صفحه ۱۲)
- به دنبال خود، دربارهٔ غزاله هدایت، روزنامه اعتماد، ۷ آبان ۱۳۷۸ (صفحه ۱۲)
- نه ویدئو، نه پرفورمنس؛ نگاهی به اجرای سرهت ککسال، (چیزی دیگر) روزنامه اعتماد، ۲۸ مرداد ۱۳۸۶ (صفحه ۱۱)
- دوری از فرهنگ رندانه؛ اگزوپلشت، (چیزی دیگر) روزنامه اعتماد، ۲۰ آبان ۱۳۸۶ (صفحه ۱۱)
- دخالت هنرمند، (چیزی دیگر) روزنامه اعتماد، ۲۴ دی ۱۳۸۶ (صفحه ۱۱)
- نقض قرض، دربارهٔ وحید شریفیان، (چیزی دیگر) روزنامه اعتماد، ۱ آبان ۱۳۸۶ (صفحه ۱۱)
- پژوهش رمانتیک؛ دربارهٔ آثار مانی نیلچیانی، (چیزی دیگر) روزنامه اعتماد، ۲۵ شهریور ۱۳۸۶ (صفحه ۱۰)
- پازولینی، کروچه و سینمای شعر، نوشتهٔ پاتریک کیتینگ، ترجمه علی اتحاد، فصلنامه خیال، شماره ۲۱ و ۲۲، بهار و تابستان ۱۳۸۶، (صفحه - از ۱۹۲ تا ۲۱۷)